# 시모코마역
시모코마역(일본어: 下狛駅, しもこまえき 시모코마에키[*])은 일본 교토부 소라쿠군 세이카정에 위치한 서일본 여객철도의 역이다.

## 역 구조
단식 승강장으로 1면 1선의 지상역이다. 단식 구조로 되어있기 때문에, 기즈 방면과 교바시 방면 열차가 모두 같은 승강장에 정차한다. 승강장 길이는 4량까지 수용할 수 있으나 2010년 3월 14일 이후 7량 수용이 가능하게 된다. 역무원이 없는 무인역으로 승강장 남단에 지붕이 설치되어 있다. 승강장 중간에 계단이 있어, 출입이 가능하다. 이코카 및 제휴 IC 카드의 사용이 가능하며 자동 발권기와 간이식 자동개찰기가 설치되어 있다.

## 역사
- 1952년 12월 1일: 개업.
- 1987년 4월 1일: 민영화에 의해 서일본 여객철도의 소속이 되었다.
- 2003년 11월 1일: 이코카의 사용이 개시되었다.

## 인접정차역
| 서일본 여객철도 가타마치 선 | 서일본 여객철도 가타마치 선 | 서일본 여객철도 가타마치 선 |
| --------------------------- | --------------------------- | --------------------------- |
| 호소노 기즈 방면            | ■ 갓켄토시 선               | JR 미야마키 교바시 방면     |